# いろは (CooRieの曲)
「いろは」は、CooRieの9作目のシングル。2006年2月8日にMellow Headから発売された。

## 概要
前作「風 〜スタートライン〜/月明かりセレナード」から2ヶ月ぶりのリリースとなる2006年唯一のシングル。「光のシルエット」以来3作ぶりにMellow Headレーベルでの発売となる。表題曲「いろは」はテレビアニメ『びんちょうタン』のオープニングテーマとして使用された。

## 収録曲
（全作詞・作曲：rino、編曲：大久保薫）
1. いろは [4:52]
2. 君にヘッドフォン [5:16]
3. いろは（off Vocal）
4. 君にヘッドフォン（off Vocal）